# Gnophos operaria
Gnophos operaria là một loài bướm đêm trong họ Geometridae.